# Lelkom
Lelkom är en ort i Burkina Faso.   Den ligger i regionen Plateau-Central, i den centrala delen av landet, 90 km öster om huvudstaden Ouagadougou. Lelkom ligger 294 meter över havet och antalet invånare är 1 223.
Terrängen runt Lelkom är platt, och sluttar söderut. Närmaste större samhälle är Zorgho, 9,2 km nordost om Lelkom.
Trakten runt Lelkom består till största delen av jordbruksmark. Runt Lelkom är det ganska tätbefolkat, med 111 invånare per kvadratkilometer.